# Steinsdals-Brücke

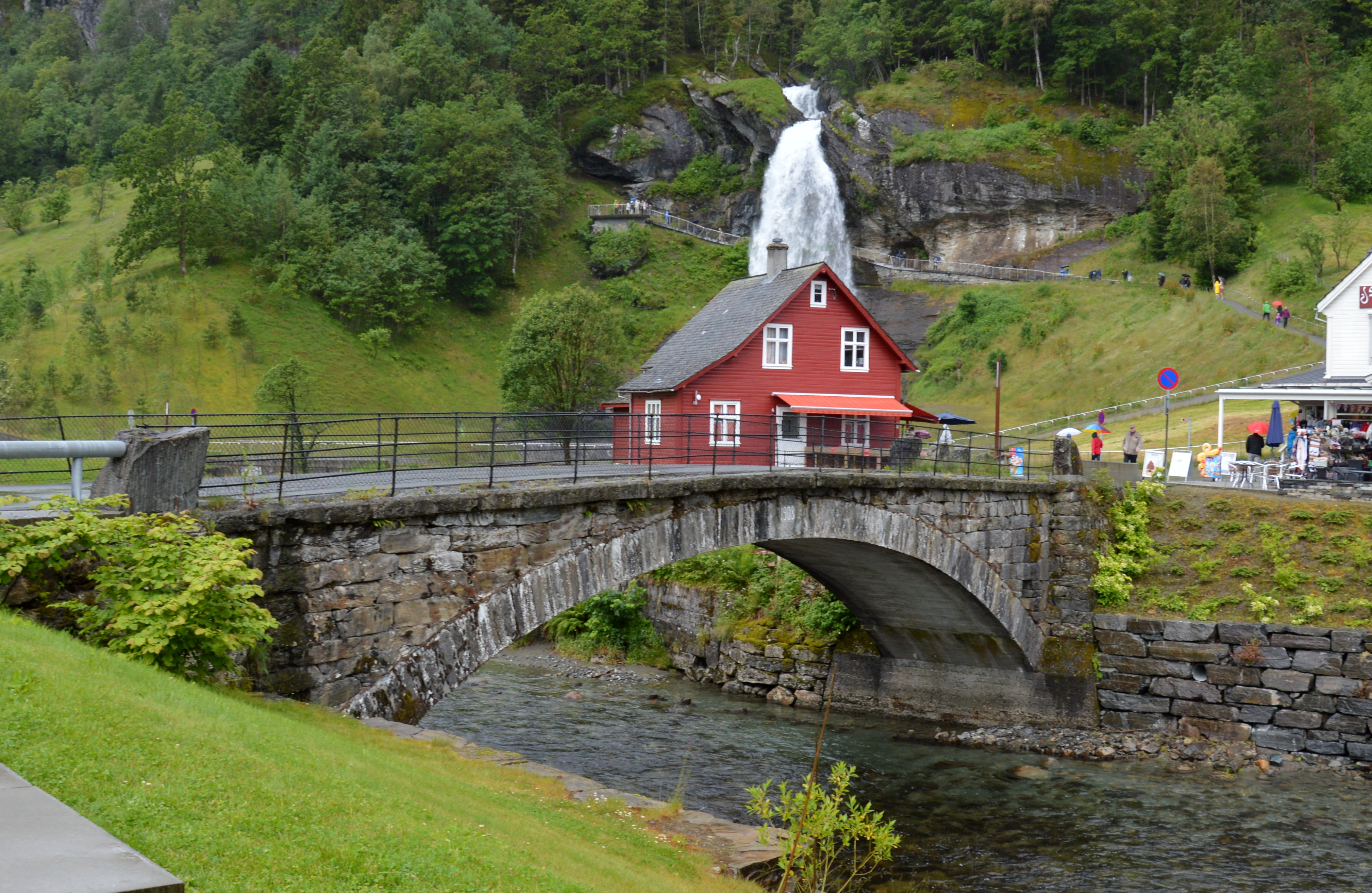
Steinsdals-Brücke 2017, im Hintergrund der Wasserfall Steinsdalsfossen

Die Steinsdals-Brücke (norwegisch: Steinsdalsbrua) ist eine Brücke in der norwegischen Gemeinde Kvam in der Provinz Vestland.
Die Brücke liegt westlich von Norheimsund und überbrückt den Steinsdalselva. Über sie führt die Straße Rosselandsvegen vom südlich vorbeiführenden Fylkesvei 7 nach Norden in Richtung des Wasserfalls Steinsdalsfossen, der eine bekannte und stark besuchte Touristenattraktion ist. Über die Brücke führt insbesondere auch der Fußweg vom südlich gelegenen Parkplatz zum Wasserfall und den ihm vorgelagerten Souvenir- und Imbissgeschäften.
Die steinerne, mit eisernen Geländern versehene Brücke wurde im Jahr 1908 errichtet. Eine das Baujahr zeigende Inschrift ist mittig an der Brücke angebracht. Die Steinsdals-Brücke ist 32 Meter lang bei einer Breite von 3,75 Metern. Die Spannweite des Bogens beträgt 24,45 Meter. Die ursprünglich Funktion als Teil der überregionalen Landstraße wurde zwischenzeitlich durch Brückenneubauten im Zuge des heutigen Verlaufs des Fylkesvei 7 übernommen.
Am Rand der denkmalgeschützten Brücke informiert eine Tafel auf Norwegisch und Englisch über die Brücke.